# Zwischenfrucht
Als Zwischenfrucht bezeichnet man in der Landwirtschaft eine Feldfrucht, die nach oder vor anderen, zur Hauptnutzung dienenden Feldfrüchten als Gründüngung oder zur Nutzung als Tierfutter angebaut wird.
Der Zwischenfruchtbau dient dazu, die Fruchtfolge hinsichtlich Vielfalt zu verbessern.

## Nutzung

### Bodenverbesserung
Durch die Nutzung von Zwischenfrüchten lassen sich verschiedene Effekte erzielen, wie zum Beispiel die Aufnahme von Stickstoff aus der Luft in den Boden, sodass er  für die nächste Frucht in der Fruchtfolge zur Verfügung steht. Da Stickstoff ein wichtiger Pflanzennährstoff ist, kann durch den Zwischenfruchtanbau der Ertrag gesteigert werden.
Andere Effekte bestehen in der Anregung und Förderung der Bodenorganismen. Verdichtete oder durch Auswaschung geschädigte Böden lassen sich mit Zwischenfrüchten regenerieren.
Auch gibt es Feldfrüchte, die nicht unmittelbar nacheinander angebaut werden sollten. Hier dient die Zwischenfrucht als trennende Kultur in der Fruchtfolge. Weiterhin kann man Böden nach Infektionskrankheiten wie Pilz-, Viren oder Bakterienbefall durch den Anbau von Zwischenfrüchten etwas Ruhe gönnen.
Durch gesetzliche Regelungen (Düngeverordnung) wird versucht, die Verwendung von Gülle und anderen tierischen Wirtschaftsdüngern so einzuschränken, dass die angebauten Kulturen die Nährstoffe gut aufnehmen können und Überdüngung vermieden wird. Da aber auch z. B. im Spätsommer, wenn viele Ackerkulturen keinen Düngebedarf mehr haben, noch Dung anfällt, ist der Anbau von Zwischenfrüchten interessant. Sie nehmen dann Nährstoffe auf und geben sie im folgenden Frühjahr wieder ab, wenn die Hauptfrucht sie braucht.
In der intensiven industriellen Landwirtschaft der DDR wurde die Stickstoffbelastung verringert, indem Gülle auf kleinere Felder geflutet und getrocknet wurde. Diese wurden dann mit stark stickstoffverbrauchenden Zwischenfrüchten wieder für andere Fruchtarten bepflanzbar gemacht. Es gibt allerdings nur wenige Zwischenfrüchte, die mit sehr hohen Konzentrationen klarkommen, darunter verschiedene Gemengesaaten und einige Grasarten, die abgebrannt werden können. Im mittleren Belastungsbereich kann Futtermais den Boden ausreichend auslaugen.

### Biomasseernte
Im Herbst werden frostsichere Zwischenfrüchte zur späteren Ernte für eine Nutzung in der  Biogasanlage oder als Futter für Nutztiere angebaut. Nach der Ernte und der Einarbeitung der Rückstände kann noch der Anbau einer Sommerfrucht erfolgen, was zwei Ernten im Jahr ermöglicht.

## Beispiele für Zwischenfrüchte

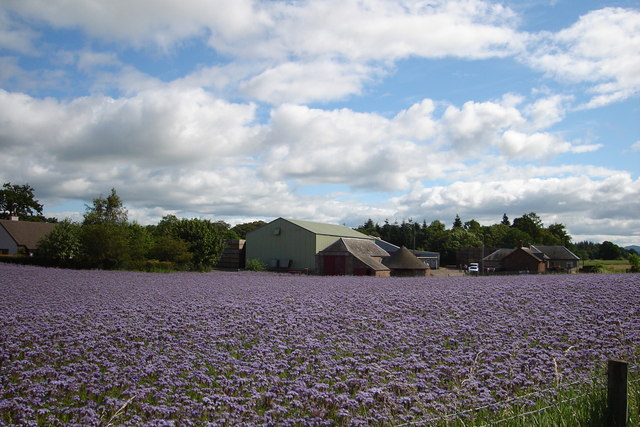
Anbau von Phacelia als Gründüngung

### Leguminosen
Zum Zweck der Stickstoffdüngung oder als Eiweißfutter:
- verschiedene Kleesorten (z. B.: Ägyptischer Klee, Inkarnat-Klee, Hornklee)
- Lupine und andere Hülsenfrüchte wie Futtererbsen besitzen ein gutes Nitrataneignungsvermögen und sind raschwüchsig. Die Aussaatmenge beträgt 25 kg/ha, der Saatzeitpunkt ist bis Ende August.
- Wicken
- Esparsette

### Kreuzblütler
- Sommer- und Winterraps oder Weißer Senf: Diese bedecken aufgrund schnellen Auflaufens und raschen Wachstums den Boden sehr schnell. Der Anbau schützt die Böden vor Erosion und Auswaschungserscheinungen. Die Bodenfruchtbarkeit wird durch den hohen Anfall an organischer Substanz verbessert, Senf friert im Winter sicher ab. Sie können nematodenreduzierend wirken. Die Aussaatmenge beträgt 20–25 kg/ha. Der Saatzeitpunkt ist, je nach Sorte, von Juli bis September.
- Ölrettich
- Winterrübsen
- Markstammkohl

### Süßgräser
- Weidelgras: vor allem das Welsche Weidelgras, auch in Kombination mit Klee als Kleegras
- Grünroggen

### Andere
- Phacelia verhält sich nematodenneutral und ist sicher abfrierend. Sie passt in jede Fruchtfolge, da keine Verwandtschaft mit hier angebauten Getreidearten oder sonstigen Früchten besteht. Phacelia gilt als Gesundungsfrucht. Die Aussaatmenge beträgt 10–14 kg/ha, der Saatzeitpunkt ist bis Ende September.
- Buchweizen
- Öllein
- Ramtillkraut
- Sonnenblume